# Карлссон, Ингвар
Ёста И́нгвар Ка́рлссон (швед. Gösta Ingvar Carlsson; род. 9 ноября 1934) — шведский политик, с 1982 по 1986 год — заместитель премьер-министра, премьер-министр Швеции (с 1986, после убийства Улофа Пальме, по 1991 и с 1994 по 1996 год), лидер Социал-демократической партии Швеции (с 1986 по 1996 год).

## Биография
Родился в семье складского рабочего. В 12 лет лишился трагически погибшего отца (сам нашёл его тело на территории фабрики, где никто не обратил внимания на его смерть). Рано стал интересоваться политикой, примкнув к молодёжной организации Социал-демократической рабочей партии.
Учась в Лундском университете, возглавил союз социал-демократической студенческой молодёжи. После окончания университета с дипломом магистра политических наук (в 1958 году), был приглашён на работу в канцелярию правительства Таге Эрландера. В 1960–1961 годах учился в Северо-Западном университете (Эванстон, США). По возвращении на родину возглавил Социал-демократический союз молодёжи Швеции (до 1967 года). В 1965 году избран в риксдаг, став самым молодым его депутатом (был депутатом до 1996 года). В 1971—1974 годах председатель Стокгольмской организации, с 1972 года член исполкома СДРПШ. Разрабатывал программу платформу партии по вопросам развития ядерной энергетики и партийные программы к выборам.
В 1967—1969 годах статс-секретарь в канцелярии премьер-министра, в 1969—1973 годах министр просвещения и культуры, в 1973—1976 годах министр жилищного строительства, 1982—1985 годах заместитель премьер-министра по вопросам перспективного планирования, в 1985—1986 годах заместитель премьер-министра и министр по вопросам окружающей среды.
После убийства премьер-министра Улофа Пальме 3 марта 1986 года был утверждён руководством СДРПШ председателем партии (занимал этот пост до 22 марта 1996 года), а 13 марта назначен премьер-министром.
На выборах 1988 года СДРПШ получила 43,2% голосов и И. Карлссон вновь возглавил правительство.
При его правительстве бюджет страны стал сильно профицитным, что привело к крупным инвестициям, рекордно низкому уровню безработицы (1,4%) и высокому темпу роста зарплат (+28% за 1987-1990 годы). Будучи премьер-министром, также смог провести комплексную реформу налоговой системы. После неприятия парламентом правительственного пакета экономических мер в феврале 1990 года (против голосовало 190 депутатов из 349) произошла отставка правительства. Вскоре после этого сформировал новое правительство при активной поддержке Левой партии-коммунисты Швеции, а также поддержке Партии Центра.
Однако ухудшение экономики Швеции привело к поражению социал-демократов на парламентских выборах 1991 года (СДРПШ получила 37,7% голосов и уступила правоцентристской коалиции). Однако на следующих выборах в 1994 году партия вернулась к власти, получив 45,3%.
Вновь став премьер-министром, образовал «самое женское» правительство мира, в состав которого вошли 11 представительниц слабого пола из 22 министров. Новое правительство повело достаточно жёсткую политику и подверглось резкой критике со стороны профсоюзов и членов партии за экономическую политику, приватизацию в сфере услуг и повышение налогов. В результате в августе 1995 года объявил о своей грядущей отставке, которая последовала в марте 1996 года.
Стал первым главой правительства, поселившимся в новой резиденции премьер-министров Сагер-хаусе.
После отставки возглавлял независимую комиссию ООН по расследованию геноцида в Руанде.
Считается болельщиком футбольных клубов Эльфсборг (Швеция) и Вулверхэмптон (Англия).